# Міжнародний ідентифікатор стандартних найменувань
Міжнародний стандартний ідентифікатор назв (англ. International Standard Name Identifier, акр. ISNI) — метод для унікальної ідентифікації творців та видавців таких видів медіа-контенту, як книги, телепередачі, газетні статті та ін. Такий ідентифікатор складається з 16 цифр, розділених на чотири блоки.
Стандарт було розроблено під егідою міжнародної організації зі стандартизації (ISO), як проєкт міжнародного стандарту 27729. Чинний стандарт опубліковано 15 березня 2012 року. За розробку стандарту відповідає технічний комітет ISO 46, підкомітет 9 (TC 46/SC 9).
ISNI може бути використано для вирішення неоднозначності назв і імен, які інакше могли бути переплутані, і зв'язує дані про назви, які використовують в усіх галузях промисловості засобів масової інформації.

## Застосування ISNI
ISNI дає змогу присвоїти унікальний ідентифікатор кожному творцеві вмісту (наприклад, авторському псевдоніму або імпринту видавця) у вигляді унікального номера. Цей унікальний номер може бути пов'язаний з будь-яким з численних інших ідентифікаторів, що використовують у медіаіндустрії.
Прикладом необхідності використання такого ідентифікатора є музичний виконавець, який також є автором музики та віршів. Три різні роди діяльності можуть потребувати трьох різних записів, не пов'язаних між собою. Відповідно до системи ISNI, автор матиме один ідентифікатор ISNI, який пов'язує такі записи. Різні бази даних можуть обмінюватися даними про цю конкретну особу, не вдаючись до таких методів, як порівняння текстових рядків. Особливо актуальна наявність цифрового ідентифікатора при найменуваннях творців, що збігаються. Наприклад, за наявності у базах декількох осіб з ім'ям та прізвищем Джон Сміт не завжди легко визначити, які записи стосуються якої особи.
Якщо автор опублікував свою творчість під кількома різними іменами або псевдонімами, кожне таке ім'я отримає свій власний ISNI.
ISNI можуть використовувати бібліотеки й архіви при обміні інформаційними каталогами, для точнішого пошуку інформації у мережі інтернет і в базах даних, а також може допомогти в керуванні правами на міжнародному рівні та в цифровому середовищі.

### ORCID
Для наукових дослідників зарезервовано блок ISNI ідентифікаторів, який називається ORCID (Відкритий ідентифікатор дослідника і автора досліджень) і координується окремою організацією. Дослідники мають право створити і отримати власний номер ORCID. Дії двох організацій ретельно координуються.

## Управління ISNI
ISNI регулюється міжнародним агентством ISNI-IA. Це некомерційна організація, зареєстрована у Великій Британії. Компанія була заснована консорціумом організацій, до яких входять Міжнародна конфедерація товариства авторів і композиторів та Online Computer Library Center (OCLC). Управління компанією здійснює рада з представників кожної з організацій консорціуму, а також представники національної бібліотеки Франції та Британської бібліотеки.

## Призначення ISNI
ISNI-IA використовує систему призначення номерів, що містить призначений для користувача інтерфейс, опис структури даних, алгоритми вирішення неоднозначності і базу даних, яка відповідає вимогам стандарту ISO, а також використовує існуючі технології де це можливо. Система заснована передусім на сервісах віртуального міжнародного авторитетного файлу (VIAF), який був розроблений OCLC для використання в агрегації бібліотечних каталогів.
Доступ до системи призначення й бази даних, а також до створюваних номерів, контролюється незалежними організаціями, реєстраційними агентствами. Ці реєстраційні агентства працюють безпосередньо з клієнтами, забезпечуючи необхідні формати надання даних, а також відшкодовуючи ISNI-IA витрати на підтримку системи призначення. Реєстраційні агентства призначаються ISNI-IA, але управляються та фінансуються незалежно.